# 카사하라 모모나
카사하라 모모나(笠原桃奈, 2003년 10월 22일 ~ )는 일본의 여성 아이돌 그룹 ME:I의 리더이다. 연예사무소 LAPONE 엔터테인먼트 소속.

## 개요
2013년
- 모닝구무스메。12기 멤버「미래소녀」오디션에 응모했지만, 모집 시점에서 10살이 되지 않아 전형 대상에서 제외되었다.

2014년
- 모닝구무스메。’14 <골든> 오디션에 응모했지만, 낙선. 그 후, 하로프로 연수생 오디션에 응모해, 합격.

2015년
- 4월 1일, 하로프로 연수생에 가입.
- 5월 4일, 나카노 선플라자에서 행해진『하로프로 연수생 발표회 2015 ~봄의 공개 실력 진단 테스트』에서 첫 피로연.

2016년
- 5월 5일, 나카노 선플라자에서 행해진『하로프로 연수생 발표회 2016 ~봄의 공개 실력 진단 테스트,~』에서 베스트 퍼포먼스상을 수상.
- 7월 16일, 일본 특수 도업 시민 회관 포레스트 홀에서 열린 하로프로 여름 콘서트 첫날 공연에서 안주루무의 신멤버로 선출됨이 발표되었다[1].

2021년
- 6월 21일, 올해를 기해 안주루무 및 헬로! 프로젝트를 졸업하는 것을 발표[2].
- 11월 15일, 일본 무도관에서 행해진「안주루무 콘서트 2021「도원향 ~카사하라 모모나 졸업 스페셜~」」을 마지막으로 안주루무 및 헬로! 프로젝트를 졸업.

2023년
- 9월 2일, 글로벌 걸그룹을 만드는 서바이벌 오디션 프로그램「PRODUCE 101 JAPAN THE GIRLS」에 101 연습생으로 출연[3][4].
- 12월 16일,「PRODUCE 101 JAPAN THE GIRLS」에서 최종 순위 1위를 해, 걸 그룹「ME:I」로서 데뷔가 결정.

## 작품

### 착신 싱글
- 地球は今日も愛を育む (2021년 11월 16일)

## 서적

### 사진집
- 1st 비쥬얼 포토집「Momona」(2019년 10월 22일, 오딧세이 출판)
- 안주루무 졸업 포토집「Dear sister」(2021년 11월 15일, 오딧세이 출판) ISBN 978-4-908643-69-9

## 참가 유닛
- 안주루무 (2016년 ~ 2021년 11월)
- ME:I (2023년 ~ )